# Syndicalisme de lutte
Le syndicalisme de lutte, ou syndicalisme de combat au Québec, est une doctrine syndicale qui vise à placer l'action sous toutes ses formes (grèves, manifestations...) au cœur de la pratique du syndicat, et qui affirme la primauté de la mobilisation sur les pratiques de négociations pour obtenir des progrès sociaux ou l'abandon des projets de régression sociale.
Sans exclure la négociation, ces organisations estiment qu'il faut avant tout construire un rapport de force favorable aux travailleurs. Ils s'opposent en cela au syndicalisme réformiste également appelé syndicalisme d'accompagnement.
Ce courant syndical est partisan de la grève générale.

## Organisations en France

### Salariés
En France, ce courant est représenté par l'Union syndicale Solidaires et la Confédération nationale du travail. Il existe également différents courants ou tendances se réclamant du syndicalisme de lutte, comme l'École émancipée (revue fondée en 1910) ou Émancipation. Des sections ou fédérations minoritaires au sein de la CGT (les fédérations de la chimie et de l'agro-alimentaire par exemple), de la FSU ou de FO relèvent également du syndicalisme de lutte.
Même au sein d'organisations comme la CFDT, il existe des structures qui, en rupture avec la ligne nationale, inscrivent leur action dans cette démarche, toutefois ces structures ont de moins en moins l'espoir d'infléchir la ligne nationale et ont pour la plupart quitté la CFDT pour des organisations sur une ligne de syndicalisme de lutte.

### Étudiants
Au niveau étudiant on peut citer trois organisations se référant à cette approche : Solidaires étudiant-e-s (fusion de SUD Étudiant et de la Fédération syndicale étudiante), l'Association pour une solidarité syndicale étudiante et la CNT Supérieur-Recherche (qui s'inscrit également dans une logique de syndicalisme révolutionnaire). Mais aussi la nouvelle Fédération syndicale étudiante, fondée en 2019 par les étudiants et étudiantes ayant fait scission avec l'UNEF.

### Lycéens
Au niveau lycéen, on trouve le Mouvement National Lycéen (MNL), anciennement Sud Lycéen et la CNT-FAL. Ces organisations de par leurs effectifs limités proportionnellement à la population lycéenne , peuvent parfois être perçues comme marginales au sein des mouvements lycéens.